# Jipapad
Jipapad est une localité de la province du Samar oriental, aux Philippines. En 2015, elle compte 7 885 habitants.